# Station Condé-sur-Huisne
Station Condé-sur-Huisne is een spoorwegstation in de Franse gemeente Sablons sur Huisne.